# Піски (Лубенський район)
Піски́ — село в Україні, у Лубенській громаді Лубенського району Полтавської області. Населення становить 640 осіб. Орган місцевого самоврядування — Лубенська територіальна громада.

## Географія
Село Піски знаходиться на лівому березі річки Сула, вище за течією на відстані 1,5 км розташоване село Суха Солониця, нижче за течією на відстані 3 км розташоване село Засулля, на протилежному березі — село Мгар. Річка в цьому місці звивиста, утворює лимани, стариці та заболочені озера.

## Історія
За Гетьманщини село Піски входило до 2-ї Лубенської сотні Лубенського полку.
Зі скасуванням полково-сотенного устрою на Лівобережній Україні село перейшло до Лубенського повіту Київського намісництва.
У ХІХ ст. Піски були одним із сіл Засульської волості Лубенського повіту Полтавської губернії.
Станом на 1946 рік, ще існувала Пісківська сільська рада Лубенського району.
Пізніше, до 2016 року село входило до Войнихівської сільської ради. Потім, до 2020 року Піски були у складі Засульської сільської громади, після її скасування село перейшло до Лубенської територіальної громади.
12 червня 2020 року, відповідно до розпорядження Кабінету Міністрів України № 721-р «Про визначення адміністративних центрів та затвердження територій територіальних громад Полтавської області», село увійшло до складу Лубенської міської громади.
19 липня 2020 року, в результаті адміністративно — територіальної реформи та ліквідації Лубенського району(1923—2020), село увійшло до складу новоутвореного Лубенського району.

## Політика

### Парламентські вибори, 2019
На позачергових парламентських виборах 2019 року у селі функціонувала окрема виборча дільниця № 530479, розташована у приміщенні клубу.
Результати
- зареєстровано 478 виборців, явка 63,60 %, найбільше голосів віддано за «Слугу народу» — 52,68 %, за Радикальну партію Олега Ляшка — 9,40 %, за «Опозиційну платформу — За життя» — 7,72 %.[6] В одномандатному окрузі найбільше голосів отримав Фахраддін Мухтаров (самовисування) — 29,11 %, за Анастасію Ляшенко (Слуга народу) — 16,10 %, за Ігоря Лінчевського (самовисування) — 10,27 %[7].

## Економіка
- Приватне підприємство «Батьківщина».

## Населення
Згідно з переписом УРСР 1989 року чисельність наявного населення села становила 797 осіб, з яких 338 чоловіків та 459 жінок.
За переписом населення України 2001 року в селі мешкало 639 осіб.

### Мова
Розподіл населення за рідною мовою за даними перепису 2001 року:
| Мова       | Відсоток |
| ---------- | -------- |
| українська | 94,53 %  |
| російська  | 3,91 %   |
| вірменська | 1,25 %   |
| білоруська | 0,16 %   |

## Об'єкти соціальної сфери
- Школа І-ІІ ст.
- Панас Мирний описав село у своєму творі «Хіба ревуть воли, як ясла повні?»

## Пам'ятки
Головною прикрасою села Піски є Успенська церква (пам'ятник архітектури початку ХІХ століття).
- Братська могила[d] радянських воїнів, пам'ятний знак полеглим воїнам-землякам;
- Меморіальна дошка[d] на честь Героя Радянського Союзу М. Є. П'ятикопа;

## Відомі люди
- Августин (Гуляницький) (1838—1892) — український та литовський релігійний діяч ХІХ століття, богослов, духовний письменник, журналіст, церковний історик.
- Павлик Семен Провович, 1887 р., с. Піски Лубенського р-ну Полтавської обл., українець, із селян, освіта початкова. Проживав у с. Піски. Селянин-одноосібник. Заарештований 14 грудня 1932 р. Засуджений Особливою нарадою при Колегії ДПУ УСРР 5 січня 1933 р. за ст. 54-10 КК УСРР до 3 років позбавлення волі. Реабілітований Полтавською обласною прокуратурою 21 квітня 1990 р.[11]
- Павлик Андрій Григорович, 1893 р. н., с. Піски Лубенського р-ну Полтавської обл., українець, із духовенства, освіта початкова. Проживав у с. Матяшівка Великобагачанського р-ну Полтавської обл. Священик. Заарештований 29 липня 1937 р. Засуджений Полтавським обласним судом 7 грудня 1937 р. за ст. 54-10 ч. 1 КК УРСР до 8 років позбавлення волі з поразкою у правах на 5 років. Реабілітований Генеральною прокуратурою України 10 листопада 1992 р.
- Дзюба Родіон Маркович (1903–?) — український радянський партійний діяч, 2-й секретар Полтавського міськкому КП(б)У, секретар Волинського і Львівського обласних комітетів КП(б)У.
- Кока Іван Данилович[be] (1931–?) — білоруський архітектор.
- Кока Микола Григорович (1978—2024) — молодший сержант Національної гвардії України, учасник російсько-української війни.

## Цікаві факти
Село описане у творі Панаса Мирного «Хіба ревуть воли, як ясла повні?»[джерело?].